# 1996 في المغرب
فيما يلي قوائم الأحداث التي وقعت خلال عام 1996 في المغرب.

## الحكم
- الملك – الحسن الثاني.
- رئيس الحكومة – عبد اللطيف الفيلالي.
- وزير الداخلية – إدريس البصري.

## أحداث
- 31 أغسطس 1996: تأسيس حركة التوحيد والإصلاح المغربية.

## الرياضة
- فاز نادي الرجاء الرياضي بــالدوري المغربي لكرة القدم 1995–96.
- فاز نادي الرجاء الرياضي بكأس العرش المغربي لسنة 1996.

## كتب
- كتاب: «حوار التواصل»، تأليف: المهدي المنجرة.
- كتاب: «الدين والدولة وتطبيق الشريعة»، تأليف: محمد عابد الجابري.
- كتاب: «لسان آدم» ، تأليف: عبد الفتاح كيليطو.
- ديوان: «غيمة أو حجر» ، تأليف: محمد بنطلحة.
- «أنطولوجيا القصة المغربية القصيرة» (ترجمة قصص لمجموعة من القصاصين المغاربة إلى اللغة الإنجليزية) - تأليف: مالكوم وليامز وكافن واترسون.
- كتاب: «الإصلاح التعليمي في المغرب 1956 - 1994م» ، تأليف:المكي المروني.
- رواية: «تنازع الصور»، تأليف: عبد الفتاح كيليطو.
- البلوري المكسور (قصصية)، تأليف: مبارك ربيع.
- كتاب: «التحليل النفسي في بلاد الاولياء الصالحين»، تأليف: جليل بن آني. (صدر باللغة الفرنسية)
- «حفريات المدن»، تأليف: بشير القمري.
- «الفضاء و الجسد»، تأليف: موليم العروسي.

## أفلام
- للاحبي (فيلم) ـ لعبد الرحمن التازي.
- روزس، دم الآخر ـ لمحمد لطفي.
- ظل فرعون (فيلم مغربي) ـ لسهيل بنبركة.[1]

## ظهور
- 1 يناير – آش كاين

## مواليد

### يناير
- 1 يناير – زهير مترجي لاعب كرة قدم مغربي.
- 7 يناير – سفيان البقالي
- 26 يناير – محمد خيرازي رياضي هولندي.

### مارس
- 23 مارس – محمود بنحليب لاعب كرة القدم.

### أبريل
- 5 أبريل – أحمد رضى التكناوتي لاعب كرة قدم مغربي.

### يوليو
- 7 يوليو – يوسف آيت بن ناصر لاعب كرة قدم مغربي.

## وفيات

### يونيو
- 4 يونيو – محمد باهي حرمة, (سياسي وكاتب مغربي من أصول موريتانية).

### نوفمبر
- 1 نوفمبر – المعطي بوعبيدو (مواليد 1927) سياسي مغربي.
- 30 نوفمبر – قاسم سليماني (مواليد 1948) لاعب كرة قدم مغربي.